# 17e Golden Globe Awards
De 17e Golden Globe Awards, waarbij prijzen werden uitgereikt in verschillende categorieën voor de beste Amerikaanse films van 1959, vond plaats in 10 maart 1960 in het Hollywood Roosevelt Hotel in Los Angeles, Californië.

## Winnaars en genomineerden

### Beste dramafilm
Ben-Hur
- Anatomy of a Murder
- The Diary of Anne Frank
- The Nun's Story
- On the Beach

### Beste komische  film
Some Like It Hot
- But Not for Me
- Operation Petticoat
- Pillow Talk
- Who Was That Lady?

### Beste muzikale film
Porgy and Bess
- The Five Pennies
- Li'l Abner
- A Private's Affair
- Say One for Me

### Beste acteur in een dramafilm
Anthony Franciosa - Career
- Richard Burton - Look Back in Anger
- Charlton Heston - Ben-Hur
- Fredric March - Middle of the Night
- Joseph Schildkraut - The Diary of Anne Frank

### Beste actrice in een dramafilm
Elizabeth Taylor - Suddenly, Last Summer
- Audrey Hepburn - The Nun's Story
- Katharine Hepburn - Suddenly, Last Summer
- Lee Remick - Anatomy of a Murder
- Simone Signoret - Room at the Top

### Beste acteur in een komische of muzikale film
Jack Lemmon - Some Like It Hot
- Clark Gable - But Not for Me
- Cary Grant - Operation Petticoat
- Dean Martin - Who Was That Lady?
- Sidney Poitier - Porgy and Bess

### Beste actrice in een komische of muzikale film
Marilyn Monroe - Some Like It Hot
- Dorothy Dandridge - Porgy and Bess
- Doris Day - Pillow Talk
- Shirley MacLaine - Ask Any Girl
- Lilli Palmer - But Not for Me

### Beste mannelijke bijrol
Stephen Boyd - Ben-Hur
- Fred Astaire - On the Beach
- Tony Randall - Pillow Talk
- Robert Vaughn - The Young Philadelphians
- Joseph Welch - Anatomy of a Murder

### Beste vrouwelijke bijrol
Susan Kohner - Imitation of Life
- Edith Evans - The Nun's Story
- Estelle Hemsley - Take a Giant Step
- Juanita Moore - Imitation of Life
- Shelley Winters - The Diary of Anne Frank

### Beste regisseur
William Wyler - Ben-Hur
- Stanley Kramer - On the Beach
- Otto Preminger - Anatomy of a Murder
- George Stevens - The Diary of Anne Frank
- Fred Zinnemann - The Nun's Story

### Beste filmmuziek
Ernest Gold - On the Beach

### Cecil B. DeMille Award
Bing Crosby